# پرلستنویه
پرلستنویه (انگلیسی: Prelestnoye) یک شهرک در بخش پروخوروفسکی استان بلگورود کشور روسیه است.